# Karuta
Karuta (Nhật: かるた biến âm từ tiếng Bồ Đào Nha carta) là bài lá truyền thống của Nhật Bản. Loại bài lá này do các thương nhân Bồ Đào Nha du nhập đến Nhật Bản vào giữa thế kỷ 16 khi Francisco Xavie đặt chân đến Nhật Bản mang theo bộ bài Tây, từ đó từ Karuta được sử dụng để gọi chung cho tất cả các bộ bài. Người Nhật Bản cũng có bộ bài riêng và trước kia chỉ được giới quý tộc chơi. Bộ bài Karuta được chia thành hai loại, một là có nguồn gốc từ bài lá của Bồ Đào Nha và hai là từ trò chơi Eawase. Có người cho rằng, bộ bài Karuta thuần túy được đầu tiên phát minh tại một thị trấn thuộc quận Miike, tỉnh Chikugo vào khoảng cuối thế kỷ 16. Tòa tưởng niệm Miike Karuta tọa lạc tại thành phố Ōmuta, Hokkaido là bảo tàng thành phố duy nhất ở Nhật Bản chú trọng về lịch sử của karuta. Bài lá Trung Hoa và domino xuất hiện tại Nhật Bản ít nhất từ cuối thế kỷ 18 cho đến đầu thế kỷ 20..Các loại trò chơi này đã ảnh hưởng đến những thể loại trò chơi sử dụng bộ bài Hanafuda.

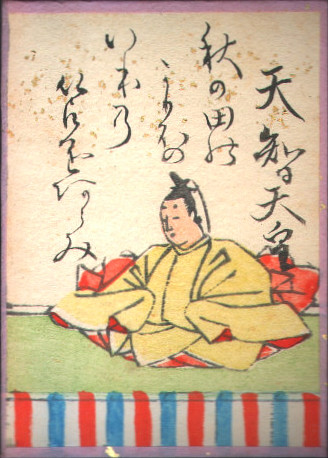
Bài lá karuta in thơ trong tập Ogura Hyakunin Isshu

Ý tưởng cơ bản của bất kỳ trò chơi thuộc Eawase karuta là để có thể nhanh chóng tìm ra lá bài từ một số thẻ cho trước, và lấy thẻ nhanh hơn đối thủ. Có nhiều loại bài lá khác nhau có thể sử dụng để chơi karuta. Có thể sử dụng hai bộ bài cơ bản để chơi trò chơi này.
Hai loại bộ bài Eawase karuta thường thấy là uta-garuta và iroha-karuta. Trong uta-garuta, người chơi cố gắng tìm thấy hai dòng cuối cùng của bài thơ waka nối với ba dòng thơ đầu tiên đã được ngâm. Người chơi thường có thể xác định một bài thơ bằng âm tiết thứ nhất hoặc thứ hai. Những bài thơ trong trò chơi này được lấy từ Ogura Hyakunin Isshu ( Bách nhân nhất thủ) và thường được chơi vào dịp năm mới của Nhật Bản.
Bất cứ ai có thể đọc hiragana có thể chơi iroha-karuta. Với loại này, lá bài torifuda thông thường được minh họa bằng một hình vẽ với một âm tiết kana ở một góc của lá bài. Lá bài yomifuda tương ứng minh họa câu tục ngữ có liên quan tới hình vẽ và âm tiết kana đầu tiên được minh họa trên lá torifuda. Karuta thường được trẻ em bậc tiểu học và trung học chơi, như một bài tập giảng dạy. Mặc dù có rất nhiều thể loại trò chơi Karuta được liệt kê ở dưới đây, trong thực tế bất kỳ loại thông tin bao gồm hình dạng, màu sắc, từ trong tiếng Anh, hình minh họa nhỏ,... được thể hiện trong lá bài.

## Các bộ Karuta bắt nguồn từ Bồ Đào Nha

### Komatsufuda

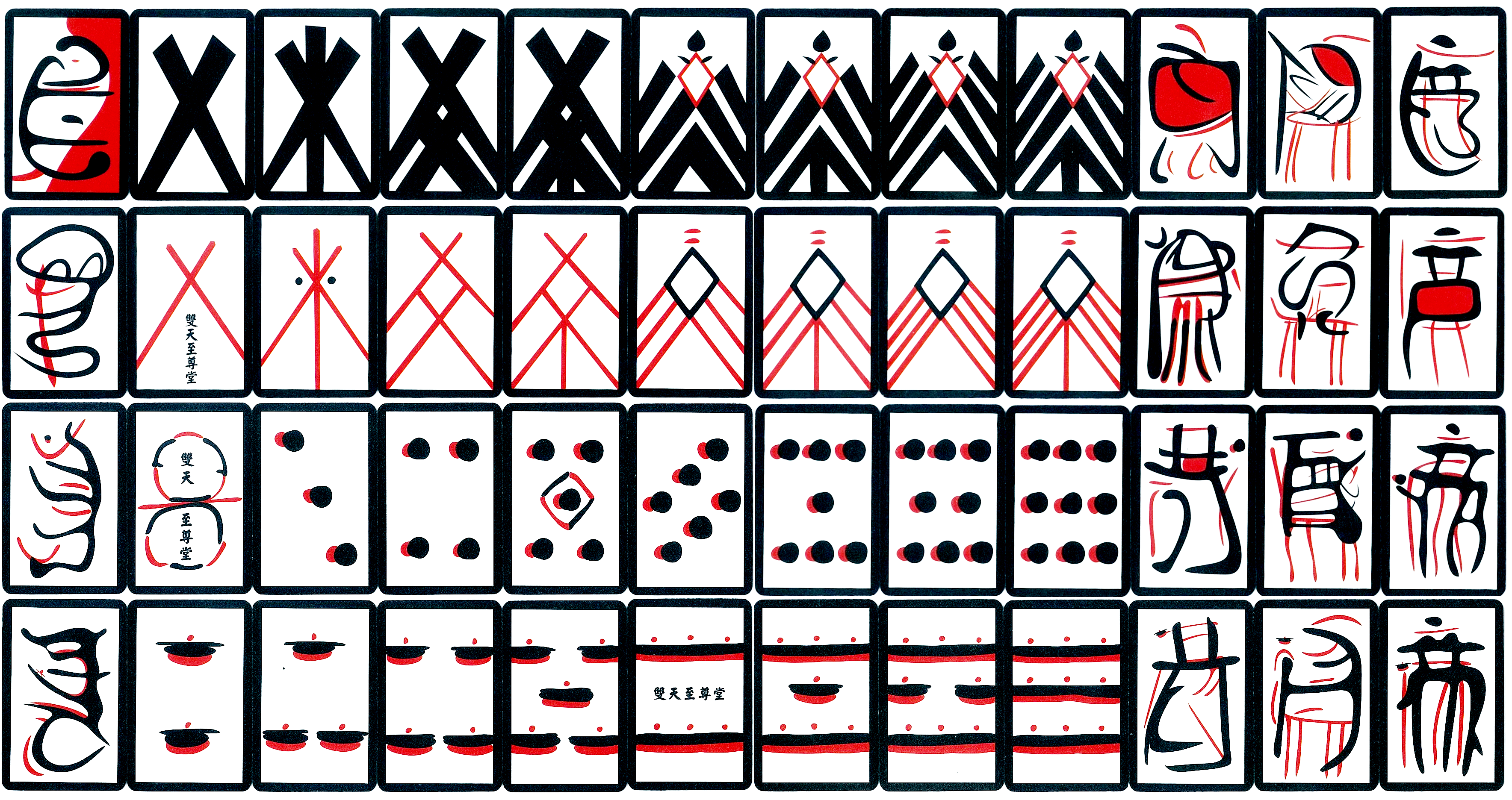
Bộ Komatsufuda.

Bộ bài bản xứ Nhật Bản đầu tiên là Tenshō karuta (天正かるた (Thiên Chính karuta)) được đặt tên theo thời kì Tenshō (1573-1592).  Đây là bộ bài 48 lá với 10 lá thiếu giống như bộ bài Bồ Đào Nha vào thời kì đó. Nó giữ bốn chất của Latin gồm bích, cơ, chuồn/nhép, rô cùng với ba lá bài hình là hoàng tử (J), hoàng hậu (Q) và vua (K). Năm 1633, Mạc phủ Tokugawa cấm loại bài lá này, buộc các nhà sản xuất Nhật Bản thiết kế lại hoàn toàn loại bài lá này. Do chính sách bế quan tỏa cảng Sakoku, karuta đã phát triển tách biệt với thế giới. Để che giấu do sự bài trừ bài lá bắt nguồn từ Bồ Đào Nha, các nhà sản xuất các lá bài được thiết kế rất trừu tượng được gọi là mekuri karuta. Vào giữa thế kỷ 20, tất cả mekuri karuta rơi vào quên lãng ngoại trừ Komatsufuda (小松札 (tiểu tùng trát)) được sử dụng để chơi Kakkuri, một trò chơi đối đầu bắt nguồn từ Yafune, tỉnh Fukui.

### Unsun Karuta

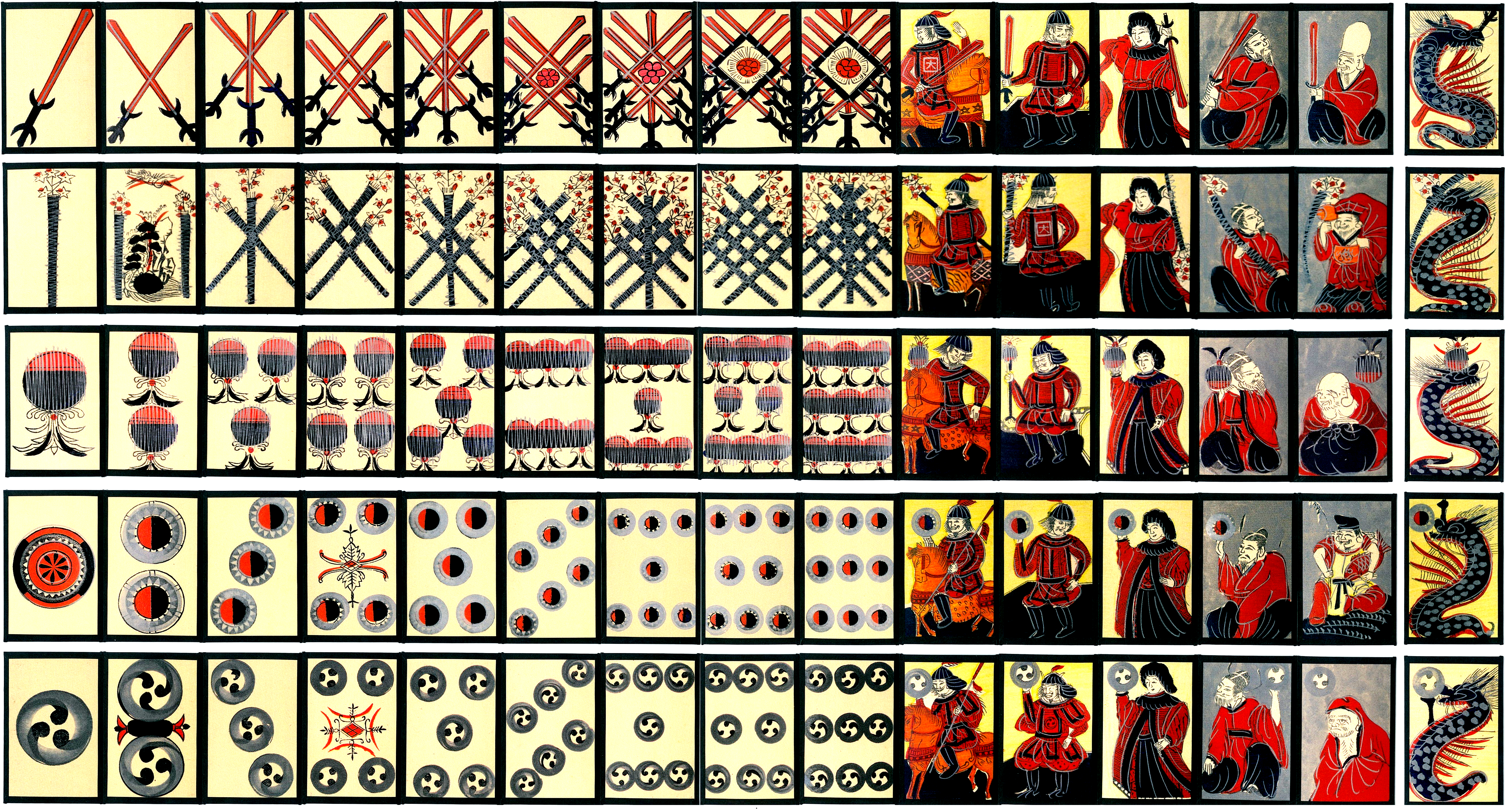
Bộ Unsun karuta.

Bộ Unsun karuta (うんすんカルタ) được phát triển vào cuối thế kỷ 17. Nó có năm chất với 15 bậc mỗi chất và tổng cộng có 75 lá. Có sáu bậc là lá bài hình. Bộ bài của Bồ Đào Nha sử dụng con rồng trên lá át. Còn bộ Unsun Karuta tách riêng lá át và lá rồng. Thứ tự lá hội đồng thay đổi phụ thuộc vào bộ lá chủ có giống Ombre hay không. Bộ Guru mới sử dụng vòng xoay (mitsudomoe) để điểm nút. Unsun Karuta vẫn được sử dụng tại Hitoyoshi, tỉnh Kumamoto để chơi hachinin-meri, một trò chơi có nguồn gốc từ Guritipau, một thể loại giống Ombre.

### Kabufuda

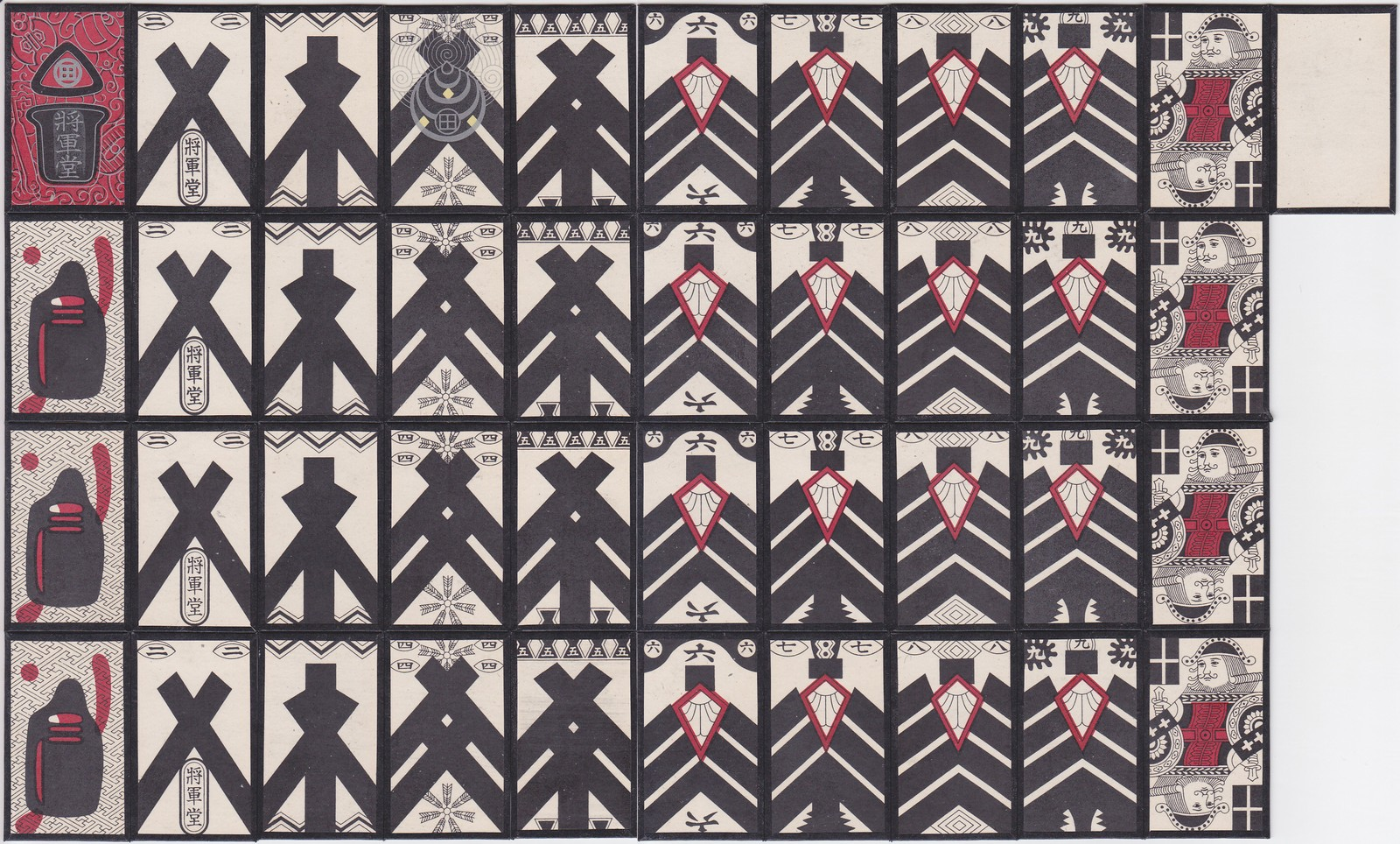
Bộ Kabufuda.

Kabufuda (株札 (chu trát)) là một biến thể từ mekuri karuta nhưng tất cả các chất được làm đồng nhất. Nó được dùng trong trò chơi cờ bạc như Oicho-Kabu. Bộ bài gồm có 40 lá với thiết kế tượng trưng cho số 1 đến 10. Mỗi số có 4 lá và lá số 10 (Jack) là lá bài hình duy nhất.

### Harifuda và Hikifuda
Trò chơi cờ bạc {{nihongo|Tehonbiki|手本引]] có thể chơi bằng cả bộ Harifuda (張札 (trương trát)) hoặc Hikifuda (引札 (dẫn trát)). Harifuda bao gồm 7 lá giống nhau đánh từ số 1 đến 6 theo chữ số Trung Hoa cách điệu và có tổng cộng 42 lá. 48 lá Hikifuda hoặc Mamefuda (豆札 (đậu trát)) có 8 lá giống nhau đánh từ 1 đến 6 chấm, tương tự số chấm của bộ mekuri karuta. Khi chơi Tehonbiki, người chơi sẽ đoán số từ 1 đến 6 mà nhà cái đã chọn. Có một số bộ bài bao gồm lá chỉ dẫn để tăng hoặc chặn đặt cược. 

### Hanafuda
Hanafuda (花札 (hoa trát) tên khác: Hanakaruta) là bộ bài có 48 lá với thiết kế cách điệu các loài hoa vào đầu thế kỉ 19. Thay vì được chia thành 4 chất, mỗi chất 12 lá, một bộ hanafuda được chia thành 12 chất (tượng trưng cho 12 tháng) với mỗi chất 4 lá. Trò chơi Hanafuda đa phần theo phong cách chơi Koi-koi (theo phong cách của Trung Quốc hơn của Châu Âu).

## Eawase Karuta

### Uta-garuta
Uta-garuta (歌ガルタ) là một loại hình của karuta. Uta-garuta cũng là tên của thể loại chơi bài mà chúng được sử dụng. Trò chơi này thường được chơi trong dịp Tết Nhật Bản. Trên mỗi thẻ sẽ viết một bài thơ waka. Bộ bài chuẩn sử dụng 100 bài thơ được lấy từ tuyển tập thơ cổ Ogura Hyakunin Isshu (百人一首 (Bách nhân nhất thủ)), được biên soạn bởi nhà thơ Fujiwara no Teika trong thời kì Heian. Có những quy tắc quốc tế đối với các trò chơi. Cấp độ bắt đầu ở mức thấp nhất, Cấp E, và dừng lại ở mức cao nhất, Cấp A. Chỉ có Cấp A đủ điều kiện để trở thành người ngâm thơ. Trò chơi sử dụng hai loại thẻ bài.

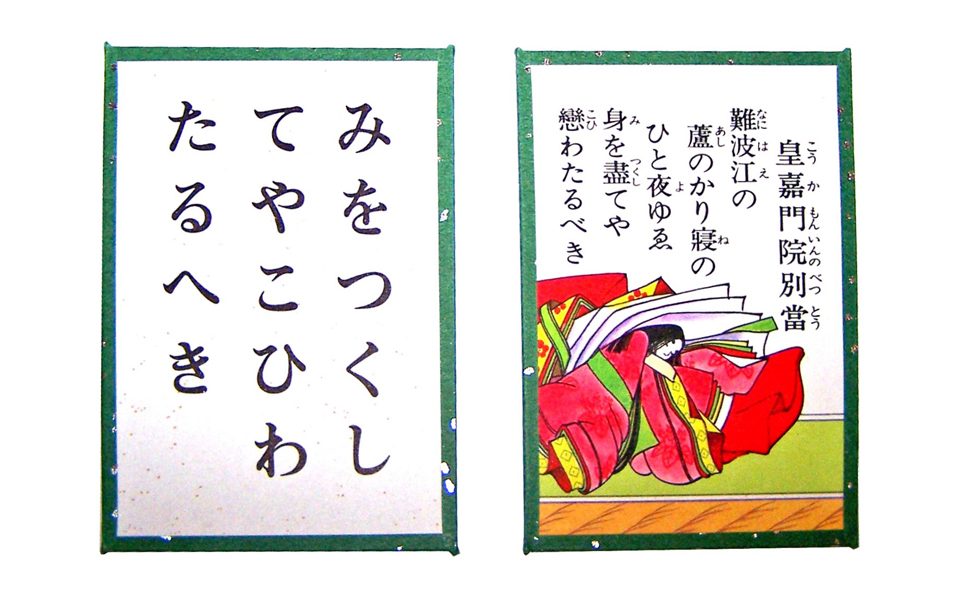
Ví dụ cặp lá bài Uta-garuta, lá torifuda ở bên trái còn yomifuda ở bên phải.

- Yomifuda (読札?): Một trăm thẻ bài để đọc có hình ảnh một nhân vật, tên của nhân vật, và bài thơ trên mỗi thẻ.
- Torifuda (取り札?): Một trăm thẻ bài để lấy với nửa sau của bài thơ.

Lúc bắt đầu trò chơi, 100 thẻ torifuda được xếp ngửa đúng cách trên sàn. Khi người ngâm thơ bắt đầu đọc một bài thơ trên thẻ yomifuda, người chơi nhanh chóng tìm kiếm thẻ torifuda trên đó có ghi nửa sau của bài thơ tương ứng. Thi đấu bằng uta-garuta được tổ chức cho nhiều cấp độ khác nhau. Giải đấu toàn quốc của Nhật Bản được tổ chức hàng năm vào tháng Một tại đền thờ thần đạo Omi Jingu tại thành phố Ōtsu, tỉnh Shiga.
Có một số kiểu chơi khác mà chỉ cần dùng tới lá yomifuda. Bouzu Mekuri (坊主めくり), là một trò chơi đơn giản có nguồn gốc từ thời kì Minh Trị. Iro Kammuri là một trò chơi đồng đội 4 người liên quan đến Goita. Trong cả hai thể loại, không sử dụng đến bài thơ, chỉ có hình ảnh của nhà thơ như quần áo, giới tính, địa vị xã hội.

### Ita-karuta
Ita Karuta (板かるた) là một biến thể khác bắt nguồn từ Hokkaidō. Các lá torifuda được làm bằng gỗ trong khi lá yomifuda' vẫn như cũ hoặc thiếu minh họa của các nhà thơ.' Họ đang sử dụng để chơi một trò chơi tên là shimo-no ku karuta ( karuta hạ cú), trong đó nửa cuối của bài thơ được đọc. Đây là trò chơi theo đội.

### Iroha Karuta
Iroha Karuta (いろはかるた) là trò chơi nối bài dễ chơi dễ hiểu dành cho trẻ em, khá giống với Uta-garuta. Bộ bài bao gồm 47 âm tiết trong bảng hiragana và kèm thêm âm tiết kyo (京 (Kinh)) là âm tiết thứ 48 (vì âm tiết -n ん không thể bắt đầu cho một từ hay một cụm từ nào). Bộ bài sử dụng thứ tự iroha cổ để sắp xếp âm tiết và bao gồm cả hai âm tiết cổ, wi (ゐ) và we (ゑ). Một bộ gồm 48 câu tục ngữ bắt đầu bởi những âm tiết khác nhau và một bộ khác diễn đạt câu tục ngữ bằng hình ảnh nên có tổng cộng 96 lá. Có 3 biến thể Iroha Karuta cơ bản: Kamigata, Edo và Owari. Mỗi biến thể có bộ câu tục ngữ riêng dựa vào đặc trưng phương ngữ và văn hóa. Biến thể Kamigata là biến thể lâu đời nhất song biến thể Edo là biến thể phổ biến nhất, có thể tìm thấy trên khắp nước Nhật Bản. Biến thể Owari chỉ tồn tại vào nửa sau thế kỉ 19 và nhanh chóng bị thay thế bởi biến thể Edo.

### Obake karuta
Obake karuta ( bài ma quỷ) là một biến thể của Iroha Karuta chỉ có riêng ở Tokyo. Những lá bài này ra đời vào thời kỳ Edo và tiếp tục phổ biến suốt thập niên 1910 đến 1920. Mỗi lá bài minh họa một âm tiết hiragana và một con quái vật từ truyền thuyết của Nhật Bản. Người chơi cần có kiến thức về truyền thuyết và cổ tích để lấy được lá bài tương ứng với gợi ý của trọng tài. 

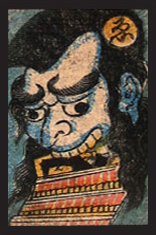
Obake karuta (thẻ quái vật), đầu thế kỷ 19. Mỗi lá minh họa một con quái vật từ trong truyền thuyết Nhật Bản và một âm tiết từ bảng hiragana. Đây là âm tiết cổ we (ゑ).

Obake karuta là một ví dụ sớm nhất về niềm đam mê của người Nhật Bản về phân cấp yêu quái và tạo ra yêu quái mới. Trò chơi này là nỗ lực đầu tiên của các công ty Nhật Bản nhằm phân loại và hệ thống hóa những sinh vật, đặt tên, định nghĩa và quảng bá chúng. Ví dụ như, nó là tiền thân của bộ phim Godzilla vào những năm 1950. Dễ hiểu hơn, obake karuta giống như Yu-Gi-Oh! hoặc Pokémon Trading Card Game, vì còn liên quan đến việc thu thập thẻ sinh vật thần thoại. Trong thực tế, có rất nhiều Pokémon được thiết kế đặc biệt dựa trên những sinh vật từ trong thần thoại Nhật Bản. 

### Goita
Goita (ごいた) là trò chơi đồng đội có nguồn gốc từ Noto, tỉnh Ishikawa, được chơi bằng 32 quân hay lá bài dựa trên quân cờ Shōgi. Nó có thể là một hậu duệ của một trò chơi bằng 40 hay 42 thẻ từ cuối thế kỷ 19. Nó có liên quan đến Iro Kammuri được chơi bằng lá uta-garuta.

## Karuta trong nền văn hóa
Manga, anime và phim chiếu rạp Chihayafuru kể về câu chuyện một nhóm học sinh với chuyến hành trình trong thế giới karuta.
Các video game, Tales of Graces có trò chơi nhỏ mang tên "Magic Carta". Trong trò chơi thẻ bài đại diện cho nhân vật từ mỗi trò chơi trước đó trong series Tale.
Kirby Super Star Ultra có trò chơi nhỏ Karuta. Và được dịch tên là "Kirby Card Swipe" trong bản ra mắt tiếng Anh.
Trong tập 303 của loạt anime Bleach, họ chơi trò chơi Karuta bằng các thẻ bài minh họa các nhân vật trong Bleach.
Trong tập 12 của loạt anime Girlfriend Kari, mẹ của Shiina Kokomi nói rằng bài Iroha Karuta như là một biểu tượng năm mới của Nhật Bản. 
Show truyền hình văn hóa và lối sống Nhật Bản được phát sóng trên NHK World giới thiệu đầy đủ các tập về Karuta vào năm 2010.
Ngoài ra trò này còn xuất hiện trong Movie 21: Thám tử lừng danh Conan: Bản tình ca màu đỏ thẫm của loạt phim trinh thám kinh điển Thám tử lừng danh Conan khi Toyama Kazuha đối đầu với Momiji Ooka - người tự xưng là bạn gái của Hattori Heiji.